# Cicave du Talus
Cicave du Talus (né le 14 mai 2012, mort en février 2022) est un étalon bai du stud-book Selle français, qui a été monté en saut d'obstacles par le cavalier François-Xavier Boudan, avant d'être vendu aux États-Unis. Devenu un reproducteur honorable, il meurt de coliques en février 2022.

## Histoire
Cicave du Talus naît le 14 mai 2012 chez Jacques Le Boedec, à Lolif dans la Manche, en Normandie.
Il est vendu aux États-Unis en août 2021.
Il meurt de coliques en février 2022, à presque 10 ans,.

## Description
Cicave du Talus est un étalon de robe baie, inscrit au stud-book du Selle français. Il mesure 1,71 m à l'âge de trois ans. 

## Palmarès
Entre 2016 et 2021, il accumule 48 000 euros de gains.
Il atteint un indice de saut d'obstacles (ISO) de 155 en 2021.

## Descendance
Cicave du Talus est approuvé à la reproduction en Selle français, ses premiers poulains ont un an en 2017.